# Josef Buschmann (Kirchenmusiker)
Josef Buschmann (* 20. Februar 1893 in Koblenz-Ehrenbreitstein; † 16. Dezember 1966) war ein deutscher Kirchenmusiker und Komponist.

## Leben
Buschmann erhielt als Kind Unterricht im Violin- und Klavierspiel. Nach dem Abitur studierte er katholische Theologie in Würzburg. 1913 wechselte er an die Universität Bonn und besuchte zugleich das Konservatorium in Köln. 1915 wurde er zum Kriegsdienst eingezogen. 1918 studierte er weiter Kirchenmusik in Köln und legte 1920 sein Examen ab. Nach einer ersten Anstellung in Oberhausen wirkte er von 1925 bis 1942 an der Jesuitenkirche in Koblenz, wo er 1928 den Buschmann-Chor gründete. Von 1925 bis 1937 war er zusätzlich Organist der Kapuzinerkirche in Koblenz-Ehrenbreitstein. Von 1938 bis 1944 war zusätzlich an der katholischen Garnisonskirche und von 1941 bis 1944 an der Herz-Jesu-Kirche in Koblenz tätig. 1944 wurde er nach Erfurt evakuiert. Nach dem Krieg wirkte er an der Herz-Jesu-Kirche und bis 1963 an der Kapuzinerkirche. 1925 wurde in der Kapuzinerkirche eine auf seine Initiative von Johannes Klais gebaute Orgel eingeweiht. Von 1952 bis 1954 leitete er den Männergesangverein Eintracht 1881 in Koblenz-Arzheim. Josef Buschmann ist der Vater der Organistin Elisabeth Wangelin-Buschmann.

## Kompositionen (Auswahl - Alle handschriftlich)

### Orgelwerke
Freie Orgelwerke:
- Fantasia, 1936
- Präludium, 1936
- Fuge, 1938
- Fantasia ostinata, 1961
- Toccata, 1961
- Adagio (Canticum Seraphicum), 1962
- Dialog und Improvisationen (Les cloches), 1962
- Sage mir, der Du meine Seele liebst

Gebundene Orgelwerke:
- Das Lied im Gottesdienst (1950–1963), Choralvorspiele für die Orgel, in Anlehnung an das Gesangbuch der Diözese Trier (10 Bände)
- Vision (Dies irae) 1963
- Das Orgelbuch vom Tod und der Auferstehung (große Choralvorspiele und Choralphantasien) 1966
- Lamentation über „O Traurigkeit, o Herzeleid“ 1964
- Wachet auf, ruft uns die Stimme 1964
- Passacaglia über „Wenn ich einmal soll scheiden“ 1966 (Hans Klotz gewidmet)
- Pfingstliches Triptychon über „Veni Creator Spiritus“ 1928 (Marcel Dupré gewidmet)
- Das Orgelbüchlein von der heiligen Seelenspeise (20 Improvisation für die Orgel) 1963
- Acht Improvisationen über „Wie schön leucht uns der Morgenstern“ 1960
- Opus contrapunctum super über „O Heiland, reiß die Himmel auf“ (28 Improvisationen für Orgel) 1963
- Kyrie aus der 17. Choralmesse, 1948
- Kyrie, Sanctus und Agnus Dei aus der 9. Choralmesse, 1948
- Ite missa est aus der 2. Choralmesse, 1948

### Vokalwerke
Messen:
- Messe zu Ehren des Hl. Joseph, Männerchor und Orgel 1921
- Missa Triumphalis „Der Königin der Apostel“, Sopransolo, 4-stimmig gemischter Chor und Orgel 1925
- Vincenz Palotti-Messe, Soli, 4-stimmig gemischter Chor und Orgel (1936) oder 2-stimmigen Frauenchor und Orgel (1963)
- Messe in D-Dur, Soli, 4-stimmig gemischter Chor und Orgel 1959

Motetten:
- Requiem aeternam, 4-stimmig gemischter Chor 1924
- O Clemens, o Pia, 4-stimmig gemischter Chor 1927
- O Maria mater Pia, 4-stimmig gemischter Chor 1927
- Pie Jesu Domine, 4-stimmig gemischter Chor 1935
- Tantum ergo, einstimmig mit Orgel 1936
- Jerusalem, Jerusalem, 4-stimmig gemischter Chor 1929
- Veni sponsa Christi, 2-stimmiger Frauenchor und Orgel 1949
- Christus vincit, 4-stimmig gemischter Chor und Orgel
- Die dunkle Traube reift, 4-stimmig gemischter Chor
- Fronleichnamshymnen, 4-stimmig gemischter Chor und Bläser 1951
- Weihnachtsmusik, Solo, 4-stimmig gemischter Chor, Streichquartett oder Bläserquartett 1949–1952
- Bei stiller Nacht, Altsolo, 4-stimmig gemischter Chor und Orgel 1949
- Ave Maria zart, Kinderchor, 4-stimmig gemischter Chor und Orgel 1954
- Meerstern, ich dich grüße, Solostimme, Volksgesang, 4-stimmig gemischter Chor und Orgel 1955
- Die dunkle Traube reift, 4-stimmig gemischter Chor 1924
- O Heiland reiß die Himmel auf, 3-stimmiger Frauenchor oder 4-stimmig gemischter Chor 1935
- Beim letzten Abendmahle, 4-stimmig gemischter Chor
- O du Lamm Gottes unschuldig, 4-stimmig gemischter Chor
- Die sieben letzten Worte Jesu, Baritonsolo, 4-stimmig gemischter Chor, Streicher oder Orgel 1946

Geistliche Gesänge für Solostimme und Klavier oder Orgel:
- Schlaf wohl, du Himmelsknabe du 1924
- Es ist ein Schnitter, 1914
- Lasst die Kindlein zu mir kommen (1952)
- Drei Passionsgesänge: Am Ölberg (1924), O ihr alle (1949), Wir beten dich an (1936)
- Fünf Mariengesänge: Ave Maria (1925, 1949), Der Engel des Herrn (1926), Ave Maria, Ros‘ ohn‘ Dorn (1924), Bist ein Rosengarten (1924)

Geistliche Chorwerke mit Orchester in Bearbeitung für Chor und Orgel:
- Johann Adolf Hasse: Magnificat, Te Deum D-Dur, Messe Es- und F-Dur
- Joseph Haydn: Kleine Orgelsolomesse, Nicolai-Messe
- W. A. Mozart: Spatzenmesse KV 220, Credomesse KV 257, Krönungsmesse KV 317
- Ignaz Holzbauer: Messe B- und G-Dur,
- Beethoven: C-Dur-Messe (op. 86)
- Luigi Cherubini: Messe e-Moll
- Franz Schubert: Messe in G

Weltliche Gesänge für Solostimme und Klavier:
- Wenn zwei voneinander scheiden, 1914
- Schlaf, Herzenssöhnchen du, 1914
- Wenn fromme Kindlein, 1918
- Die Blümelein, 1924
- Rundandinella, 1924
- Kuckuck, 1924
- Mit Lieb bin ich umfangen, 1924
- Fließet dahin, 1924
- Es war einmal, 1924
- Du bist mein, 1953
- Singet leise, 1953
- Ich schlaf, ich wach, 1953
- Jetzt bist du da, 1953
- Es schienen so golden die Sterne, 1953
- Das Röslein, 1953
- Wie hat das Gott so schön bedacht, 1953
- Das sah ich heut, 1953

Männerchöre, 1955:
- Deutscher Sängergruß
- Rundandinella
- Der sinnierende Narr
- Das Hauskreuz
- Walzer

### Instrumentalwerke
Klavierwerke:
- Adagio und fugiertes Allegro, 1914
- Intermezzo, 1924
- Scherzo, 1925
- Meditation, 1938
- Episode, 1955
- Caprice, 1955

Instrumentalbearbeitungen:
- Ave Maria, Ros‘ ohn‘ Dorn, Streichquartett
- Festliche Choräle, 4 Bläser und Orgel (Menschen, die ihr wart verloren, Preist dem Todesüberwinder), 1959

Der kompositorische Nachlass befindet sich im Stadtarchiv Koblenz; weiteres handschriftliches Notenmaterial und Teile der Notenbibliothek wurden vom Landesbibliothekszentrum Rheinland-Pfalz übernommen.

## Tondokumente
- Elisabeth Wangelin-Buschmann: Orgelmusik aus der Abteikirche Marienstatt, Mitra 1994
- Konzertmitschnitt, Abtei Marienstatt, In memoriam Josef Buschmann (1893–1966), 30. Oktober 2011 (Record & Mastering: <musicore> Werner Mohr, Köln)
- Aufnahme von sieben Klavierwerken und fünf Liedern mit Klavier, Südwestfunk, 13. November 1956